# Canton de Berre-l'Étang
Le canton de Berre-l'Étang est une circonscription électorale française située dans le département des Bouches-du-Rhône, dans l'arrondissement d'Istres. À la suite du redécoupage cantonal de 2014, les limites territoriales du canton sont remaniées. Le nombre de communes du canton passe de 3 à 9.

## Histoire
Le canton de Berre-l'Étang a été créé en 1801, puis remanié en 1928. Le territoire est de nouveau remanié à la suite du redécoupage de 1991.
Un nouveau découpage territorial des Bouches-du-Rhône entre en vigueur à l'occasion des élections départementales de mars 2015, défini par le décret du 27 février 2014, en application des lois du 17 mai 2013 (loi organique 2013-402 et loi 2013-403). Les conseillers départementaux sont, à compter de ces élections, élus au scrutin majoritaire binominal mixte. Les électeurs de chaque canton élisent au Conseil départemental, nouvelle appellation du Conseil général, deux membres de sexe différent, qui se présentent en binôme de candidats. Les conseillers départementaux sont élus pour 6 ans au scrutin binominal majoritaire à deux tours, l'accès au second tour nécessitant 12,5 % des inscrits au 1er tour. En outre la totalité des conseillers départementaux est renouvelée. Ce nouveau mode de scrutin nécessite un redécoupage des cantons dont le nombre est divisé par deux avec arrondi à l'unité impaire supérieure si ce nombre n'est pas entier impair, assorti de conditions de seuils minimaux. Dans les Bouches-du-Rhône, le nombre de cantons passe ainsi de 57 à 29. Le nombre de communes du canton de Berre-l'Étang passe de 3 à 9.
Le nouveau canton de Berre-l'Étang est formé de communes des anciens cantons de Berre-l'Étang (3 communes) et de Pélissanne (6 communes). Avec ce redécoupage administratif, le territoire du canton s'affranchit des limites d'arrondissements, avec troiscommunes incluses dans l'arrondissement d'Istres et six dans l'arrondissement d'Aix-en-Provence. Le bureau centralisateur est situé à Berre-l'Étang.

## Représentation

### Conseillers d'arrondissement (de 1833 à 1940)
Le canton de Berre appartenait à l'arrondissement d'Aix-en-Provence.
| Période                                  | Période          | Identité                             | Étiquette           | Qualité |
| ---------------------------------------- | ---------------- | ------------------------------------ | ------------------- | --- |
| 1833                                     | 1836             | Pierre Joseph Lamborelle (1772-1857) |                     | Juge de paix à Berre                                                                                        |
| 1836                                     | 1842             | M. Roman                             |                     | Avoué de première instance à Aix-en-Provence                                                                |
| 1842                                     | 1848             | M. Ricard                            |                     | Propriétaire à La Fare                                                                                      |
|                                          |                  |                                      |                     | |
| 1852                                     | 1871             | Jean-Antoine Roman                   |                     | Avoué à Aix-en-Provence                                                                                     |
| 1871                                     | 1874 (démission) | Emile Salin                          | Républicain radical | Juge de paix à Berre                                                                                        |
| 1874                                     | 1889             | Hilaire Touche (1835-1896)           | Républicain         | Négociant, cultivateur, épicier, marchand de vin, maire de Vitrolles                                        |
| 1889                                     | 1901             | Jacques Sabran                       | Républicain         | Négociant à Coudoux, Président du Conseil d'arrondissement                                                  |
| 1901                                     | 1913             | Désiré Cadenat                       | Républicain         | Adjoint au maire de Berre                                                                                   |
| 1913                                     | 1925             | Albin Pontois (1852-1924)            | Démocrate           | Entrepreneur de travaux publics, conseiller municipal de Berre                                              |
| 1925                                     | 1931             | Firmin Matheron                      | Radical             | Adjoint au maire de Velaux                                                                                  |
| 1931                                     | 1934             | Eugène Baret                         | SFIO                | Maire de Rognac (1926-1940)                                                                                 |
| 1934                                     | 1940             | Denis Padovani                       | SFIO                | Secrétaire général des Hospices civils, maire de Berre-l'Étang (1935-1940)                                  |
| 1940                                     |                  |                                      |                     | Les conseils d'arrondissement ont été suspendus par la loi du 12 octobre 1940 et n'ont jamais été réactivés |
| Les données manquantes sont à compléter. |                  |                                      |                     | |

### Conseillers généraux de 1833 à 2015
| Période       | Période                   | Identité                                  | Étiquette           | Qualité |
| ------------- | ------------------------- | ----------------------------------------- | ------------------- | --- |
| 1833          | 1842                      | Paul de Fougères de Villandry (1794-1849) | Centre gauche       | Professeur à l'École de droit d'Aix-en-Provence puis recteur de l'Académie d'Aix-en-Provence Député (1837-1839)                                                                        |
| 1842          | 1848                      | Sébastien Emeric-Party                    |                     | Propriétaire et avocat à Rognac |
| 1848          | 1865                      | Félicien Agard                            |                     | Industriel à Aix |
| 1865          | 1871                      | Emile Ricard                              |                     | Maire de Ventabren (1863-1870) |
| 1871          | 1880                      | Albert Castillon                          | Républicain radical | Juge au Tribunal civil de Marseille |
| 1880          | 1884                      | Maurice Besson                            | Républicain         | Médecin, adjoint au maire de Marseille |
| 1884          | 1886                      | Emile Ricard                              |                     | Propriétaire, ancien maire de Ventabren |
| 1886          | 1898                      | François Caire                            | Républicain         | Propriétaire à Velaux |
| 1898          | 1912 (décès)              | Gustave Roustan (1843-1912)               | Rad.                | Oléiculteur Maire de La Fare-les-Oliviers |
| 1912          | 1919                      | Henri Giraud                              | SFIO                | Maire de Rognac |
| 1919          | 1934                      | Henri Jouval                              | Rad.                | Propriétaire agriculteur, maire de Berre |
| 1934          | 1940                      | Eugène Baret                              | SFIO                | Négociant, industriel Maire de Rognac (1926-1940), conseiller d'arrondissement |
|               |                           |                                           |                     | |
| 1943          | 1945                      | Pierre Sardou                             |                     | Adjoint au maire de Berre-l'Étang Nommé conseiller départemental en 1943 |
|               |                           |                                           |                     | |
| 1945          | 1974 (décès)              | Denis Padovani                            | SFIO puis PS        | Secrétaire général des Hospices civils Député (1958-1962) Maire de Berre-l'Étang (1935-1940 et 1945-1947), ancien conseiller d'arrondissement Président du Conseil Général (1955-1956) |
| 1974          | 1992                      | Maurice Guiou                             | PCF                 | Adjoint, puis maire de Berre-l'Étang (1983-1989) |
| 1992          | 2004                      | Georges Batiget                           | PS                  | Directeur d'école Maire de Rognac (1971-2001) Suppléant du député Henri d'Attilio (1993-1997)                                                                                          |
| mars 2004     | décembre 2008 (démission) | Serge Andréoni                            | PS                  | Médecin du travail Maire de Berre-l'Étang (1989-2016) Ancien suppléant du député Henri d'Attilio (1988-1993) Sénateur (2008-2014)                                                      |
| décembre 2008 | 2015                      | Mario Martinet                            | PS                  | Adjoint au maire de Berre-l'Étang (maire depuis 2016) Vice-Président du Conseil Général                                                                                                |

### Conseillers départementaux depuis 2015
| Période élective | Période élective | Mandat | Mandat   | Identité          | Nuance | Nuance | Qualité                                                           |
| ---------------- | ---------------- | ------ | -------- | ----------------- | ------ | ------ | ----------------------------------------------------------------- |
| 2015             | 2021             | 2015   | 2021     | Christiane Pujol  |        | DLF    | Retraitée, Lançon-Provence                                        |
| 2015             | 2021             | 2015   | 2021     | Jean-Marie Verani |        | LR     | Fonctionnaire du Ministère de la Justice                          |
| 2021             | 2028             | 2021   | en cours | Julie Arias       |        | LR     | Fonctionnaire territoriale Maire de Lançon-Provence (depuis 2020) |
| 2021             | 2028             | 2021   | en cours | Yannick Guérin    |        | LR     | Maire de Velaux (depuis 2020)                                     |

### Résultats détaillés

#### Élections de mars 2015
À l'issue du 1er tour des élections départementales de 2015, trois binômes sont en ballottage : Christiane Pujol et Jean-Marie Verani (FN, 36,27 %), Mario Martinet et Danielle Olanda (Union de la Gauche, 26,19 %) et Julie Arias et Claude Filippi (Union de la Droite, 25,69 %). Le taux de participation est de 51,15 % (27 141 votants sur 53 064 inscrits) contre 48,55 % au niveau départemental et 50,17 % au niveau national.
Au second tour, Christiane Pujol et Jean-Marie Verani (FN) sont élus avec 37,22 % des suffrages exprimés et un taux de participation de 55,17 % (10 421 voix pour 29 283 votants et 53 077 inscrits).
En août 2015, Christiane Pujol annonce qu'elle quitte le FN et rejoint ensuite Debout la France. Elle soutient la candidature de Nicolas Dupont-Aignan pour l'élection présidentielle de 2017 tout en soutenant la politique de Martine Vassal (LR) au Conseil départemental des Bouches-du-Rhône lors des différents votes qui lui sont proposés. Elle n'est plus à Debout La France. Jean-Marie Verani a également quitté le FN et siège comme LR soutenant la majorité de droite du département.

#### Élections de juin 2021
Le premier tour des élections départementales de 2021 est marqué par un très faible taux de participation (33,26 % au niveau national). Dans le canton de Berre-l'Étang, ce taux de participation est de 32,71 % (17 923 votants sur 54 798 inscrits) contre 32,44 % au niveau départemental. À l'issue de ce premier tour, deux binômes sont en ballottage : Antoine Baudino et Marjorie Schneider (RN, 38,26 %) et Julie Arias et Yannick Guerin (Union au centre et à droite, 34,04 %).
Le second tour des élections est marqué une nouvelle fois par une abstention massive équivalente au premier tour. Les taux de participation sont de 34,3 % au niveau national, 35,52 % dans le département et 35,91 % dans le canton de Berre-l'Étang. Julie Arias et Yannick Guerin (Union au centre et à droite) sont élus avec 58,87 % des suffrages exprimés (10 988 voix pour 19 686 votants et 54 823 inscrits),,. 

## Composition

### Canton de Berre créé en 1801
Il comprenait les communes de Berre, La Fare, Rognac, Velaux, Ventabren et Vitrolles.

### Composition avant 2015

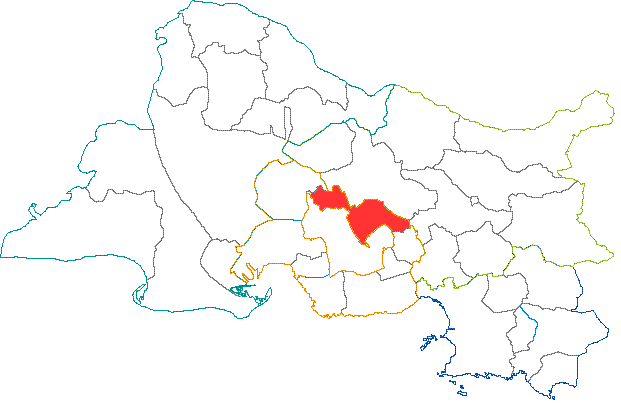
Situation du canton de Berre-l'Étang dans le département des Bouches-du-Rhône avant 2015.

Le canton de Berre-l'Étang était composé de trois communes.
| Nom                       | Code Insee | Codepostal | Superficie (km2) | Population (dernière pop. légale) | Densité (hab./km2) |
| ------------------------- | ---------- | ---------- | ---------------- | --------------------------------- | ------------------ |
| Berre-l'Étang (chef-lieu) | 13014      | 13130      | 43,64            | 13 582 (2010)                     | 311                |
| Rognac                    | 13081      | 13340      | 17,46            | 11 770 (2010)                     | 674                |
| Saint-Chamas              | 13092      | 13250      | 26,71            | 7 852 (2012)                      | 294                |

### Composition à partir de 2015
Le nouveau canton de Berre-l'Étang comprend neuf communes entières.
| Nom                                   | Code Insee | Intercommunalité                   | Superficie (km2) | Population (dernière pop. légale) | Densité (hab./km2) | Modifier                                    |
| ------------------------------------- | ---------- | ---------------------------------- | ---------------- | --------------------------------- | ------------------ | ------------------------------------------- |
| Berre-l'Étang (bureau centralisateur) | 13014      | Métropole d'Aix-Marseille-Provence | 43,64            | 13 941 (2022)                     | 319                | modifier les données · modifier les données |
| Cornillon-Confoux                     | 13029      | Métropole d'Aix-Marseille-Provence | 14,95            | 1 619 (2022)                      | 108                | modifier les données · modifier les données |
| Coudoux                               | 13118      | Métropole d'Aix-Marseille-Provence | 12,65            | 3 775 (2022)                      | 298                | modifier les données · modifier les données |
| La Fare-les-Oliviers                  | 13037      | Métropole d'Aix-Marseille-Provence | 13,98            | 8 953 (2022)                      | 640                | modifier les données · modifier les données |
| Lançon-Provence                       | 13051      | Métropole d'Aix-Marseille-Provence | 68,92            | 9 627 (2022)                      | 140                | modifier les données · modifier les données |
| Rognac                                | 13081      | Métropole d'Aix-Marseille-Provence | 17,46            | 12 335 (2022)                     | 706                | modifier les données · modifier les données |
| Saint-Chamas                          | 13092      | Métropole d'Aix-Marseille-Provence | 26,71            | 8 669 (2022)                      | 325                | modifier les données · modifier les données |
| Velaux                                | 13112      | Métropole d'Aix-Marseille-Provence | 25,23            | 8 827 (2022)                      | 350                | modifier les données · modifier les données |
| Ventabren                             | 13114      | Métropole d'Aix-Marseille-Provence | 26,32            | 5 613 (2022)                      | 213                | modifier les données · modifier les données |
| Canton de Berre-l'Étang               | 1306       |                                    | 249,86           | 73 359 (2022)                     | 294                | modifier les données                        |

## Démographie

### Démographie avant 2015
| 1962   | 1968   | 1975   | 1982   | 1990   | 1999   | 2006   | 2011   | 2012   |
| ------ | ------ | ------ | ------ | ------ | ------ | ------ | ------ | ------ |
| 18 557 | 20 941 | 22 284 | 26 937 | 29 167 | 31 641 | 33 104 | 33 321 | 33 567 |

### Démographie depuis 2015
En 2022, le canton comptait 73 359 habitants, en évolution de +4,35 % par rapport à 2016 (Bouches-du-Rhône : +2,48 %, France hors Mayotte : +2,11 %).
| 2013   | 2018   | 2022   |
| ------ | ------ | ------ |
| 69 023 | 70 935 | 73 359 |